# سیارک ۲۵۶۶۲
سیارک ۲۵۶۶۲ (به انگلیسی: 25662 Chonofsky، نامگذاری:2000AA89)۲۵۶۶۲مین سیارک کشف شده‌است که در ۰۵ ژانویه ۲۰۰۰ کشف شد.